# Lagynochthonius insulanus
Lagynochthonius insulanus es una especie de arácnido del orden Pseudoscorpionida de la familia Chthoniidae.

## Distribución geográfica
Se encuentra en Socotra (Yemen).